# Pikaia
Pikaia gracilens er en uddød dyreart fra midten af den kambriske periode. Den er fundet i Burgess Shale i Britisk Columbia. Seksten individer af Pikaia kendes fra området Greater Phyllopod Bed, hvor de udgjorde omkring 0,03% af den samlede population.

## Opdagelse
P. gracilens blev opdaget af Charles Walcott og blev beskrevet første gang af ham i 1911. Arten blev navngivet efter Pika Peak, et bjerg i Alberta, Canada. Ud fra kroppens tydelige og regelmæssige segmentering klassificerede Walcott oprindeligt Pikaia som en havbørsteorm. Den minder om den nulevende chordat lanceletten og svømmede muligvis på samme vis som en ål.
Da han foretog en fornyet undersøgelse af dyrelivet fra Burgess Shale i 1979 placerede palæontologen Simon Conway Morris P. gracilens blandt chordaterne, hvilket muligvis gør den til den ældste kendte forfader til moderne hvirveldyr. Han baserede dette på at den virker til at have en meget primitiv proto-rygstreng. Pikaia's status som chordat er dog ikke universelt accepteret, blandt andet fordi den havde forhorninger,

hvilket er ukarakteristisk for hvirveldyr (selv om andre cephalochordater udviser disse træk). Dens tentakler er ydermere ganske ukendt fra nogen anden art af hvirveldyr. Tilstedeværelsen af tidligere chordater fundet i Chengjiangprovinsen, herunder Haikouichtys og Myllokunmingia, lader til at demonstrere at forhorninger ikke er nødvendige for fossilering, hvilket modsiger det tafonomiske argument, men forekomsten af tentakler er fortsat interessant, og organismen kan ikke endegyldigt klassificeres, ikke engang til hvirveldyrenes stamtræ. Dens anatomi ligner i høj grad det nulevende væsen Branchiostoma lanceolatum.